# OJ 287
OJ 287 是一個蠍虎座BL型天體，質量是太陽的180億倍，並且有很長期的觀測數據。從1891年就有乾版的影像記錄，它的光度記錄超過了100年的時期，使它成為星系天文學中极为精緻的一個目標。至2008年，它的中心一直是被精確測量過質量最为巨大的超大質量黑洞，超過早先被認為质量最大黑洞的六倍以上。 
光學的光度曲線顯示OJ287有11－12年的週期變化，最大光度有一個狹宰的雙峰值。 這種變化被認為是另一個超大質量黑洞引起的，一個質量較小約為一億個MSun的黑洞以11－12年的週期環繞著這個大的黑洞。當小的夥伴在近星點附近穿越大黑洞的吸積盤時就會使光度增加。
芬蘭圖爾拉天文台的毛里·瓦多寧和他團隊的質量計算結果在美國天文學會(AAS)第211次的會議中被公佈 這些爆發的時間使伴星橢圓軌道的進動(每一週期39°)可以依據愛因斯坦的廣義相對論被推算出(參考在廣義相對論中的克卜勒問題) 。
這次的測量由於伴星軌道週期與有效數字的精確度而被質疑，但是計算的結果可以使未來的測量更精準。伴星的軌道會因為重力輻射而衰減，預估大約在10,000年左右就會與中央的黑洞合併。
這項研究的論文已經發表在天文物理期刊。

## 外部連結
- WikiSky上关于OJ 287的内容：DSS2, SDSS, GALEX, IRAS, 氢α, X射线, 天文照片, 天图, 文章和图片
- 18 Billions of Suns Support Einstein（Calar Alto Observatory）
- Historical lightcurve of OJ 287（页面存档备份，存于）
- Object: OJ 287 (SAO Observers)
- OJ 287 2005-2008 Project（页面存档备份，存于） (Tuorla Observatory)
- A Supermassive Black Hole Pairing（页面存档备份，存于） (Centauri Dreams)
- OJ 287  2005-2008 Project（页面存档备份，存于）